# Métigny
Métigny település Franciaországban, Somme megyében. Lakosainak száma 120 fő (2022. január 1.). Métigny Airaines, Allery, Belloy-Saint-Léonard, Étréjust, Heucourt-Croquoison, Laleu és Tailly községekkel határos.

## Népesség
A település népességének változása:
| Lakosok száma | 128  | 124  | 118  | 118  | 117  | 117  | 119  | 120  |
|               | 2013 | 2015 | 2017 | 2018 | 2019 | 2020 | 2021 | 2022 |